# Storsandtunnel
Der Storsandtunnel ist ein einröhriger Straßentunnel zwischen Engan und Storsanden in der Kommune Skaun in der norwegischen Provinz Trøndelag. Der Tunnel im Verlauf der Europastraße 39 ist 3653 m lang.